# Jernej Kopitar

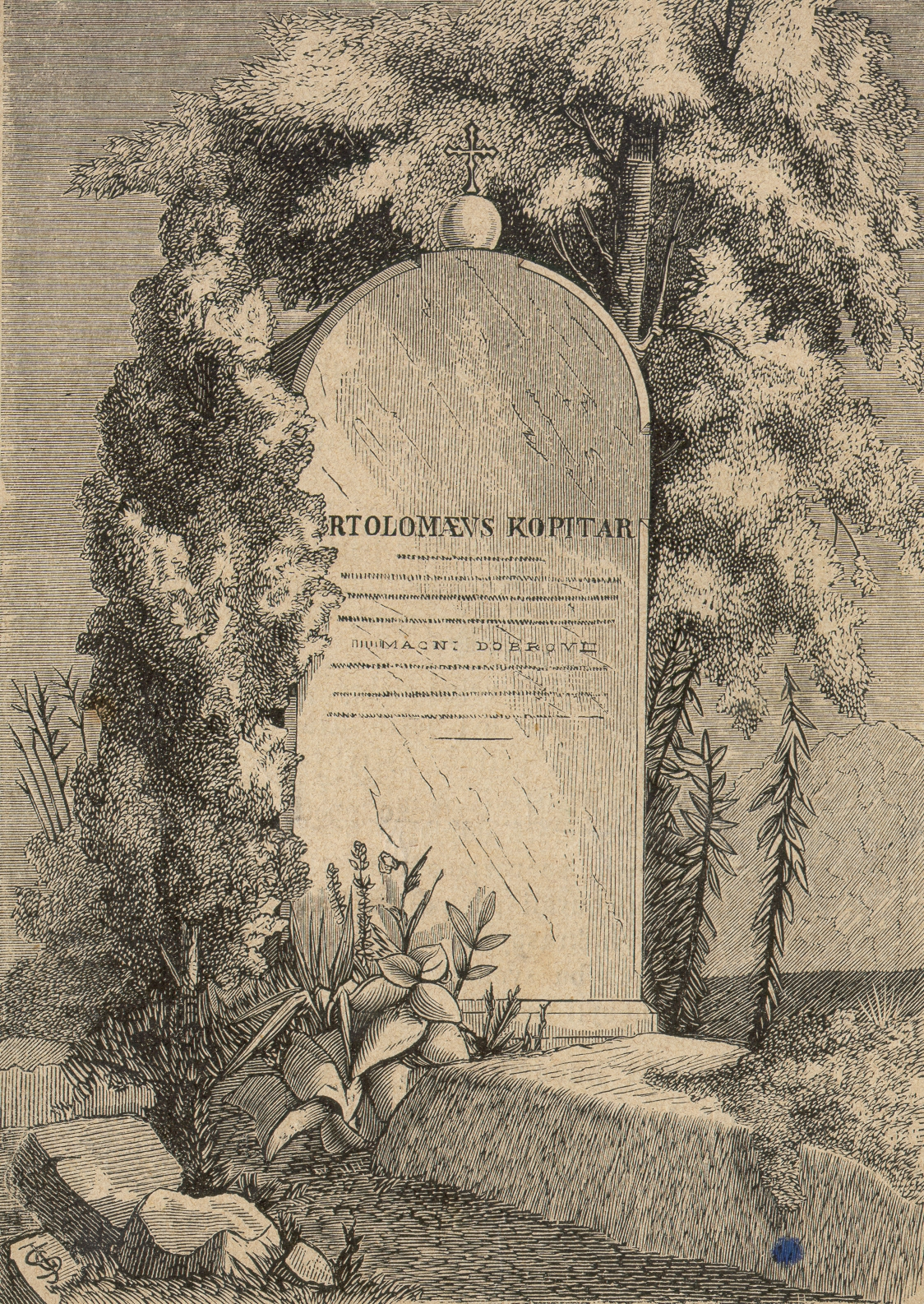
Náhrobek Jerneje Kopitara ve Vídni, později přenbesený do Lublaně; kreslil Gustav Jaroslav Schulz, asi 1880

Jernej (v českém prostředí též Bartoloměj) Kopitar (21. srpna 1780 Repnje, Habsburská monarchie – 11. srpna 1844 Vídeň, Rakouské císařství) byl slovinský jazykovědec, buditel první slovinské generace a sběratel rukopisů. Spolu s Josefem Dobrovským a Pavlem Josefem Šafaříkem tvořil trojici zakladatelů slavistiky na území tehdejšího habsburského soustátí. Politicky byl - stejně jako Dobrovský a Šafařík - zastáncem loajality slovanských národů k Vídni, tedy austroslavismu.

## Život
Kopitar se narodil 21. srpna 1780 v obci Repnje v Gorenjské u Vodice jako čtvrté ze sedmi dětí rolníka Jakoba Kopitara, který byl současně rychtářem a klíčníkem farního chrámu, a jeho manželky Marie, rozené Resmanové, z Repenje u Ocepkova (z domu číslo 17). Otec se těšil skvělé pověsti, byl šikovný ovocnář a majitelka panství ho jmenovala rychtářem. 
Po absolvování obecné školy Kopitar odešel studovat na gymnázium do Lublaně.  Tam začal navštěvovat Zoisův kroužek, což byla ossvícenská společnost deseti přátel, slovinských literátů a národních obrozenců, které přijímal ve svém paláci v Lublanmi-Bregu baron  Žiga Zois z Edelsteinu (1747-1819). Zois Kopitara jmenoval svým sekretářem, knihovníkem a kustodem mineralogické sbírky, jímž zůstal šest let. V této společnosti se Kopitar seznámil a spřátelil s básníkem Valentinem Vodnikem, dramatikem Antonem Tomažem Linhartem či básníkem a lingvistou Jurijem Japljem. Do užšího kroužku slavistů tam dále patřili Jurij Vega, Anton Janša, Gabriel Gruber, Jurij Japelj, Blaž Kumerdej a kněz Marko Pohlin. Se Zoisovou finanční podporou Kopitar v letech 1808-1815 ve Vídni studoval filozofii, práva a jazykovědu. 
Po studiích nastoupil ve vídeňském Hofburgu do císařské dvorní knihovny jako cenzor slovinských knih.
Během pobytu ve Vídni Kopitar navázal styky také s českými obrozenci a cestoval za nimi. 
S Pavelm Josefem Šafaříkem se spřátelil v letech 1819–1833, když ten působil jako profesor na srbském gymnáziu v Novém Sadě.
Dále navázal přátelství se srbským sběratelem lidové slovesnosti Vukem Karadžićem. Kopitar Vuka nasměroval k odborné činnosti, k slavistice a  sestavení slovníku a upevňoval ho v etnografické činnosti.

Kopitar zůstal ve Vídni až do své smrti 11. srpna 1844 a byl tam pohřben. Jeho hrob i s náhrobní deskou byl po roce 1890 přenesen na hřbitov Navje v Lublani.

## Dílo

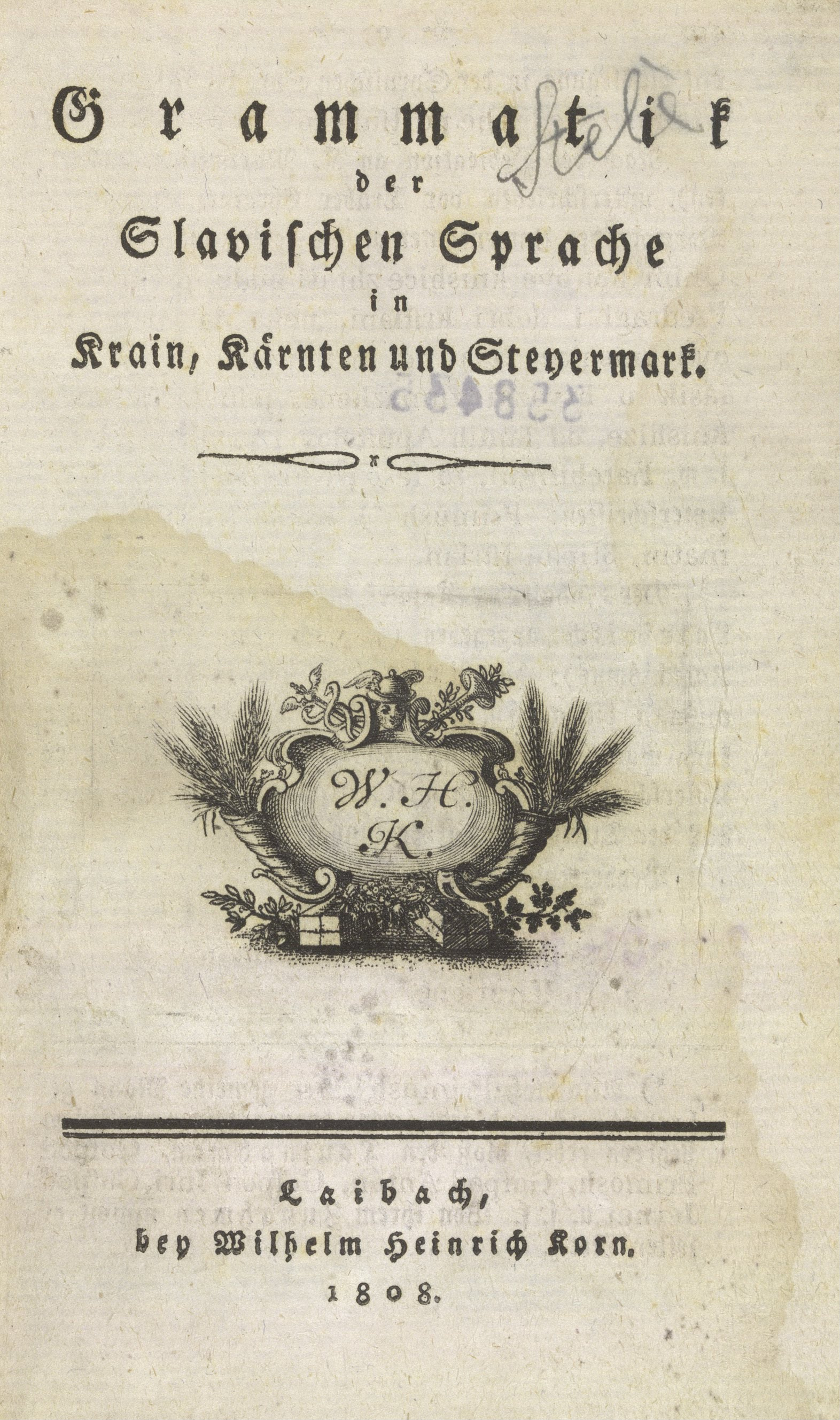
Titulní list Kopitarovy Gramatiky slovanského jazyka, 1808

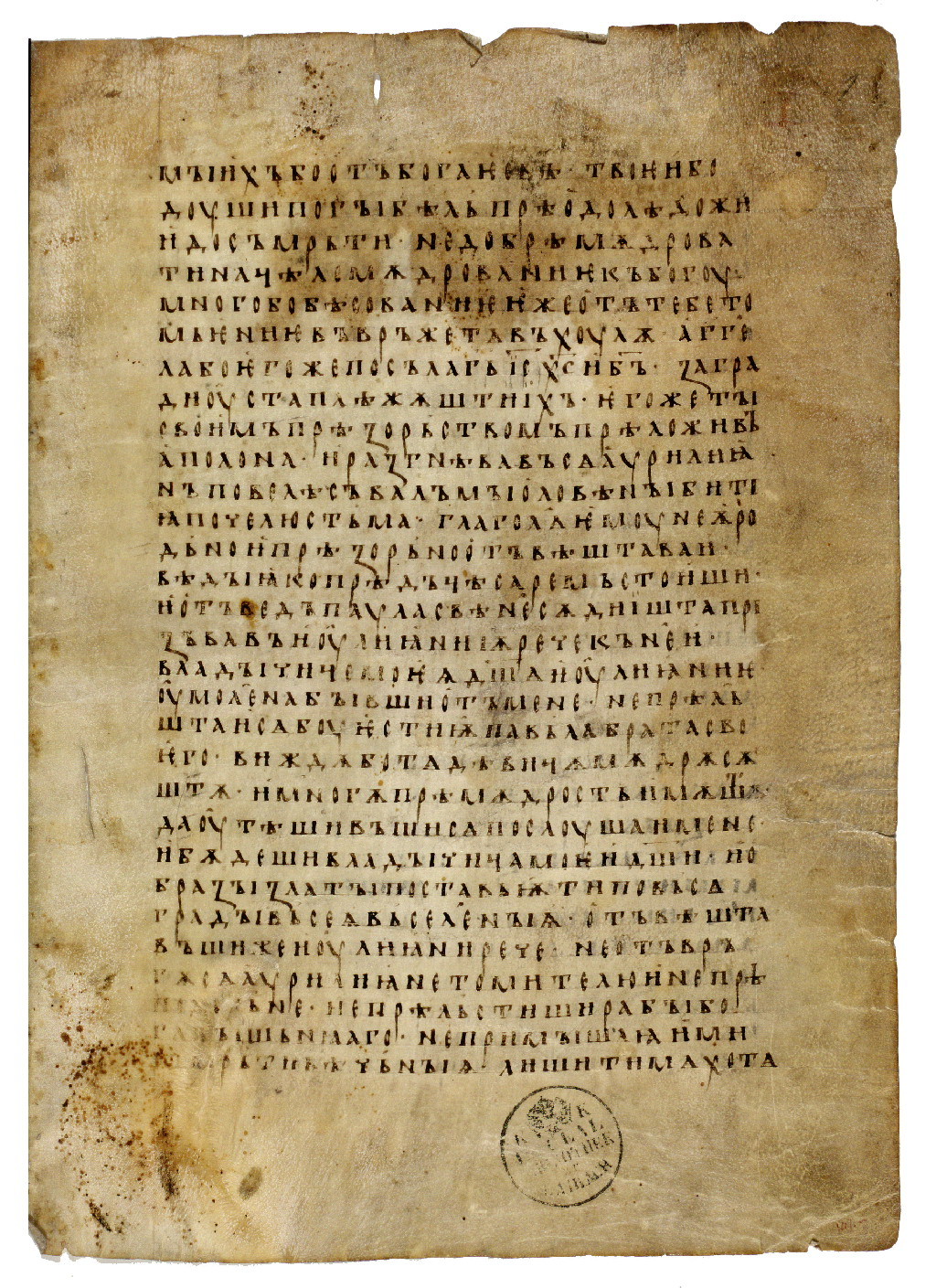
Staroslověnský Codex Suprasliensis, 11. století, první strana exempláře z Kopitarovy sbírky

- V roce 1808 dokončil „Gramatiku slovanského jazyka v Kraňsku, Korutanech a Štýrsku“, první slovník, učebnici a zároveň dějiny domácí literární tvorby. Vyšla v Lublani německy pod názvem Grammatik der Slavischen Sprache in Krain, Kärnten und Steyermark. Tím přispěl klíčovým způsobem ke sjednocení slovinského jazyka. Jeho dílo ocenil pruský král Fridrich Vilém IV. udělením Řádu Pour le Mérite za vědu a umění.
- Kopitar studoval a sbíral staroslověnské rukopisy i jejich zlomky. K jeho badatelským objevům patří bulharský Codex Suprasliensis z 11. století (část v Kopitarově sbírce, další v Polské národní knihovně ve Varšavě, v Ruské národní knihovně). Jeho sbírka je uložena ve Slovinské národní knihovně v Lublani.

V 20. a 30. letech 19. století, kdy ve slovinských zemích probíhaly rozsáhlé diskuze o budoucí podobě spisovného jazyka (nejinak tomu bylo na území dnešního Chorvatska či v Srbsku), zasáhl Kopitar do sporu, má-li být přijata abeceda po vzoru France Serafina Metelka, či po vzoru Adama Bohoriče. Kopitar podporoval právě druhou z uvedených variant. Jeho oponent Matija Čop však na svoji stranu získal českého slavistu Frantislava Čelakovského. Jako kompromis byla přijata chorvatská abeceda gajice, kterou Slovinci používají dodnes.
Obraz Kopitara nedlouho po jeho smrti (1844) byl značně negativní. Následující generace slovinských vzdělanců odmítla mnohé jeho myšlenky. France Prešeren a Matija Čop se zasazovali o slovinskou literaturu jako literaturu držící se evropských trendů, vysokého stylu a sofistikovaných estetických pravidel. Myšlenka tvorby celonárodní, která do centra pozornosti staví prostého sedláka, byla v rozporu s jejich ideály.